# Igreja Matriz da Calheta
A Igreja Matriz da Calheta ou Igreja Matriz do Espírito Santo, fica situada no concelho da Calheta, na Ilha da Madeira, em Portugal. É um edifício construído em meados do século XVI com características do estilo manuelino e do estilo maneirista. Sofreu um processo de reconstrução em 1639. Esta igreja possui um riquíssimo espólio artístico-religioso, dos quais se destacam o sacrário em ébano com detalhes em prata (oferta do Rei D. Manuel I), a cruz processional manuelina e ainda um tríptico flamengo do século XVI (cujos originais se encontram no Museu de Arte Sacra do Funchal). Tem, como orago, o Espírito Santo.

## A História
Criada por volta do ano de 1430, a paróquia e freguesia da Calheta teve o seu núcleo inicial na capela de Nossa Senhora da Estrela, no Lombo da Estrela. Esta capela foi mandada edificar por Diogo Cabral e sua mulher Beatriz Gonçalves da Câmara (filha de João Gonçalves Zarco, administrador da Capitania do Funchal que compreendia os actuais concelhos do Funchal, Câmara de Lobos, Ribeira Brava, Ponta do Sol e Calheta).
Na sua obra "Arco da Calheta - Evangelização, devoção e património cultural", António Marinho Matos afirma que “A paróquia da Calheta foi das primeiras a ser criada na ilha da Madeira, […] contemporânea da paróquia de Nossa Senhora da Conceição de Baixo ou Igreja do Calhau, no Funchal, e da de São Sebastião, na mesma cidade. A primitiva paróquia terá tido sede na capela da Estrela, com padroeiro do mesmo nome, só depois mudando para o Espírito Santo com a construção de outra Igreja. Contaria a paróquia da Calheta, à data da sua criação, 1931 almas. O seu curato foi criado por alvará régio de 27 de Agosto de 1589, com a côngrua de 20 000 reis anuais. […] Gaspar Frutuoso, na sua descrição das Saudades da Terra referente à primeira exploração costeira da ilha da Madeira, realizada por Gonçalves Zarco, já se refere ao nome Calheta como um desembarcadouro com boas condições para o alcance de terra firme.”
É igualmente de salientar que o próprio Padre Fernando Augusto da Silva na sua obra "Elucidário Madeirense (volume I)" afirma que “A povoação da Calheta é das mais antigas desta ilha e uma das primeiras que começaram a ser exploradas pelos primitivos colonizadores. O descobridor tomou nela uma grande lombada para seu filho João Gonçalves da Câmara, e vastos terrenos na margem direita da ribeira para sua filha D. Beatriz Gonçalves, que casou com Diogo Cabral. A este foram por seu sogro doados outros terrenos em sesmaria, e neles fez construir a capela de Nossa Senhora da Estrela, onde instituiu um morgadio e onde foi sepultado.”
Posteriormente, e com os avanços na colonização e nas atividades agrícolas na Ilha da Madeira, a freguesia da Calheta passou a ter um novo centro de culto religioso na Vila da Calheta, tendo como padroeiro o Divino Espírito Santo. A nível da sua edificação, desconhece-se a data exata, apontando-se para os finais do século XV e início do século XVI. Já em 1639, data gravada no púlpito, esta igreja matriz sofreu um processo de reconstrução e melhoria.
A Igreja Matriz da Calheta possui um precioso espólio artístico-religioso e arquitetónico ímpar na Região Autónoma da Madeira. É de salientar o teto em estilo mourisco, semelhante ao da Sé Catedral do Funchal. Possui, igualmente, um sacrário trabalhado em ébano com ornamentações de prata, oferta do Rei D. Manuel I à sua "amada Vila da Calheta", juntamente com a cruz processional de estilo manuelino. Algumas peças de ourivesaria religiosa que se destacam nesta igreja são: as varas do Pálio, lanternas, a caldeirinha, castiçais, os lampadários em prata e a Salva do Espírito Santo. No que diz respeito à pintura, a igreja possui, na capela do Santíssimo Sacramento, uma pintura a óleo da “Imaculada Conceição”. Destacam-se, também, duas réplicas dos painéis laterais na Capela-mor, cujos originais se encontram no Museu de Arte Sacra, no Funchal. Estes painéis laterais fazem parte de um tríptico flamengo do século XVI, pintura a óleo sobre madeira de cedro, representando o Arcanjo Gabriel e a Virgem Maria e São Francisco e Santo António, da autoria do pintor flamengo Jan Provoost. Em termos de escultura, destaca-se um conjunto da "Última Ceia" em corpo inteiro dos fins do século XVII e que, devido ao desgaste natural do tempo, foi restaurado recentemente. Na azulejaria, realça-se um grupo de quatro azulejos de padrão maçaroca, situados na parede sob o púlpito e outro dispersos no chão da capela do Santíssimo Sacramento. Nas paredes laterais da Capela-mor encontram-se estampados azulejos portugueses dos finais do século XVIII.

## Influência da Cana-de-Açúcar
Segundo vários documentos históricos, a cultura da cana-de-açúcar (Saccharum L.) foi implementada na Ilha da Madeira no ano de 1425, a mando do Infante D. Henrique, logo após o povoamento deste arquipélago. Dada a elevada procura e interesse económico desta cultura, uma vez que o açúcar era um produto amplamente procurado pelas famílias reais e nobres de toda a Europa, tornou-se uma das principais fontes de riqueza e desenvolvimento do arquipélago.
As primeiras plantas de cana-sacarina introduzidas na ilha eram provenientes da ilha italiana da Sicília e revelaram uma grande facilidade de adaptação às condições dos solos e às condições climatéricas nas costas a sul da ilha. Perante a importância que a produção sacarina assumia no quotidiano da população madeirense, a cultura desenvolveu-se e as técnicas de produção foram aprimoradas (e posteriormente “exportadas” para o Brasil). No início do século XVI, segundo Alberto Vieira, o notório desenvolvimento da cana-sacarina na Ilha da Madeira levou “[…] a coroa a definir quatro comarcas para melhor arrecadação dos direitos (Ribeira Brava, Ponta do Sol, Calheta e Funchal). De acordo com a razão apresentada pelo Bacharel Bartolomeu Lopes em 1520 é possível estabelecer um valor percentual para a produção de açúcar de cada uma das comarcas: 33% do Funchal, 27% da Calheta, 20% da Ribeira Brava e Ponta do Sol.”
Posteriormente, em meados do século XVII, a produção da cana-de-açúcar recebeu um rude golpe com o crescimento exponencial da produção açucareira brasileira que, dada a abundância, qualidade e área de cultivo colossal, praticava preços bastantes mais competitivos que os preços colocados no açúcar madeirense. Segundo António Marinho Matos, “[…]Encontrava-se, pois, ferida de morta a cultura da cana sacarina na Madeira. Até que a cultura voltaria a florescer com a destruição dos vinhedos de 1846 a 1852. A cultura manteve-se de novo florescente até 1882, com a edificação de diversas fábricas de açúcar, mas nesse ano os canaviais começaram a ser atacados por uma doença, a Conyothyrium melasporum, que os destruiu quase por completo, tendo sido, por fim, reconstituídos os canaviais com a introdução de novas castas selecionadas vindas da Maurícia que em 1890 se encontravam espalhados por toda a ilha.”
A Calheta, a par do Funchal, foi um dos principais núcleos de cultivo e transformação da própria cana-de-açúcar (facilitado pela criação de vários engenhos agrícolas). Todo este desenvolvimento social e agrícola fez com que a Calheta ganhasse grande poderio económico através do comércio do apelidado “ouro branco”. Tal riqueza permitiu o reconhecimento desta localidade pelo próprio rei D. Manuel I que, segundo Gaspar Frutuoso na sua obra “Saudades da Terra”, a elevou a vila e posteriormente, em 1502, a município. O próprio monarca ofereceu um sacrário feito em ébano com detalhes em prata. Para além desta peça, a riqueza associada ao açúcar permitiu a aquisição de outras belas peças de arte que, principalmente, passaram a ornamentar o interior da Igreja Matriz da Calheta.
António Marinho Matos volta a salientar o facto de que “A vila da Calheta, durante o século XVII, foi sede de uma pequena delegação aduaneira, naturalmente para cobrar impostos respeitantes à indústria do açúcar. […] Por isso mesmo, houve na Calheta o cargo de quintador e escrivão dos quintos, cujas atribuições consistiam na aplicação dos tributos que recaíam sobre o açúcar que ali se fabricava. Com tal produto foi possível a compra ou mesmo a troca de obras valiosas, no campo da pintura e da estatuária de caráter religioso e que ainda hoje se perpetuam nas nossas igrejas e museus.”
Na Igreja Matriz da Calheta celebram-se três festividades principais, nomeadamente: a Festa do Espírito Santo (orago) no domingo de Pentecostes; a Festa do Santíssimo Sacramento; e a Festa de Nossa Senhora dos Bons Caminhos, no último domingo do mês de Setembro.